# Valerian (Vorname)
Valerian ist ein männlicher Vorname.

## Herkunft und Bedeutung
Der Name Valerian ist lateinischen Ursprungs (Valerianus) und wird von valere (gesund sein, stark sein) abgeleitet.

## Namenstage
- 14. April, 6. Mai: Valerianus (Heiliger)

## Varianten
Der Name ist weltweit in verschiedenen Varianten verbreitet:
- französisch: Valère, Valéry, Valery (< germ. Walaricus)
- griechisch: Βαλέριος (Valérios)
- italienisch: Valerio, Valeriano
- polnisch: Walerian, Waleriusz, Waleri, Walery
- rumänisch: Valeriu
- russisch: Валерий (Waleri)
- spanisch: Valeriano
- ukrainisch: Walerij
- ungarisch: Valér

## Bekannte Namensträger

### Herrscher
- Valerian (200–260), römischer Kaiser
- Valerianus Caesar († 258), römischer Prinz

### Vorname

#### Valerian
- Valerian Brenner (1652–1715), Baumeister des Vorarlberger Barocks
- Valerian D’Souza (1933–2020), indischer Geistlicher und römisch-katholischer Bischof von Poona
- Valerian Gillar (1839–1927), österreichischer Bau- und Kunstschlosserer, Hoflieferant
- Valerian Gracias (1900–1978), indischer Bischof und Kardinal
- Valerian Karl (* 1988), österreichischer Filmschauspieler und Grip
- Valerian Okeke (* 1953), nigerianischer Geistlicher, römisch-katholischer Erzbischof von Onitsha
- Valerian von Möller (1840–1910), deutsch-russischer Geologe und Paläontologe
- Valérian Sauveplane (* 1980), französischer Sportschütze (Kleinkalibergewehr)
- Valerian von Schoeffer (1862–1900), russischer Althistoriker
- Valerian Tornius (1883–1970), deutscher Literaturwissenschaftler, Schriftsteller und Übersetzer
- Valeriano Weyler y Nicolau (1838–1930), spanischer General und Gouverneur

Zweitname
- Lars Valerian Ahlfors (1907–1996), finnisch-US-amerikanischer Mathematiker
- Jan Valerián Jirsík (1798–1883), Bischof von Budweis
- Camillo Valerian Susan (1861–1959), österreichischer Lyriker, Essayist und Kritiker

#### Walerian
- Walerian Iwanowitsch Abakowski (1895–1921), sowjetrussischer Erfinder
- Walerian Iwanowitsch Albanow (1881–1919), russischer Seefahrer und Polarforscher
- Walerian Alexandrowitsch Bekman (1802–1870), russischer Bergbauingenieur
- Walerian Bierdiajew (1885–1956), polnischer Komponist, Dirigent und Musikpädagoge
- Walerian Borowczyk (1923–2006), polnischer Regisseur
- Walerian Gwilia (* 1994), georgisch-ukrainischer Fußballspieler
- Walerian Wladimirowitsch Kuibyschew (1888–1935), sowjetischer Politiker
- Walerian Nikolajewitsch Ligin (1846–1900), russischer Mathematiker
- Walerian Alexandrowitsch Sorin (1902–1986), sowjetischer Diplomat
- Walerian Nikolajewitsch Weber (1871–1940), russischer Geologe, Paläontologe, Seismologe und Hochschullehrer
- Walerian Wróbel (1925–1942), polnischer Zwangsarbeiter, im Alter von 17 Jahren von den Nationalsozialisten hingerichtet

#### Valeriano
- Valeriano Pastor (1927–2023), italienischer Architekt
- Valeriano Pellegrini (* ca. 1663; † 1746), italienischer Sopran-Kastrat und Opernsänger